# Pierre Gillette

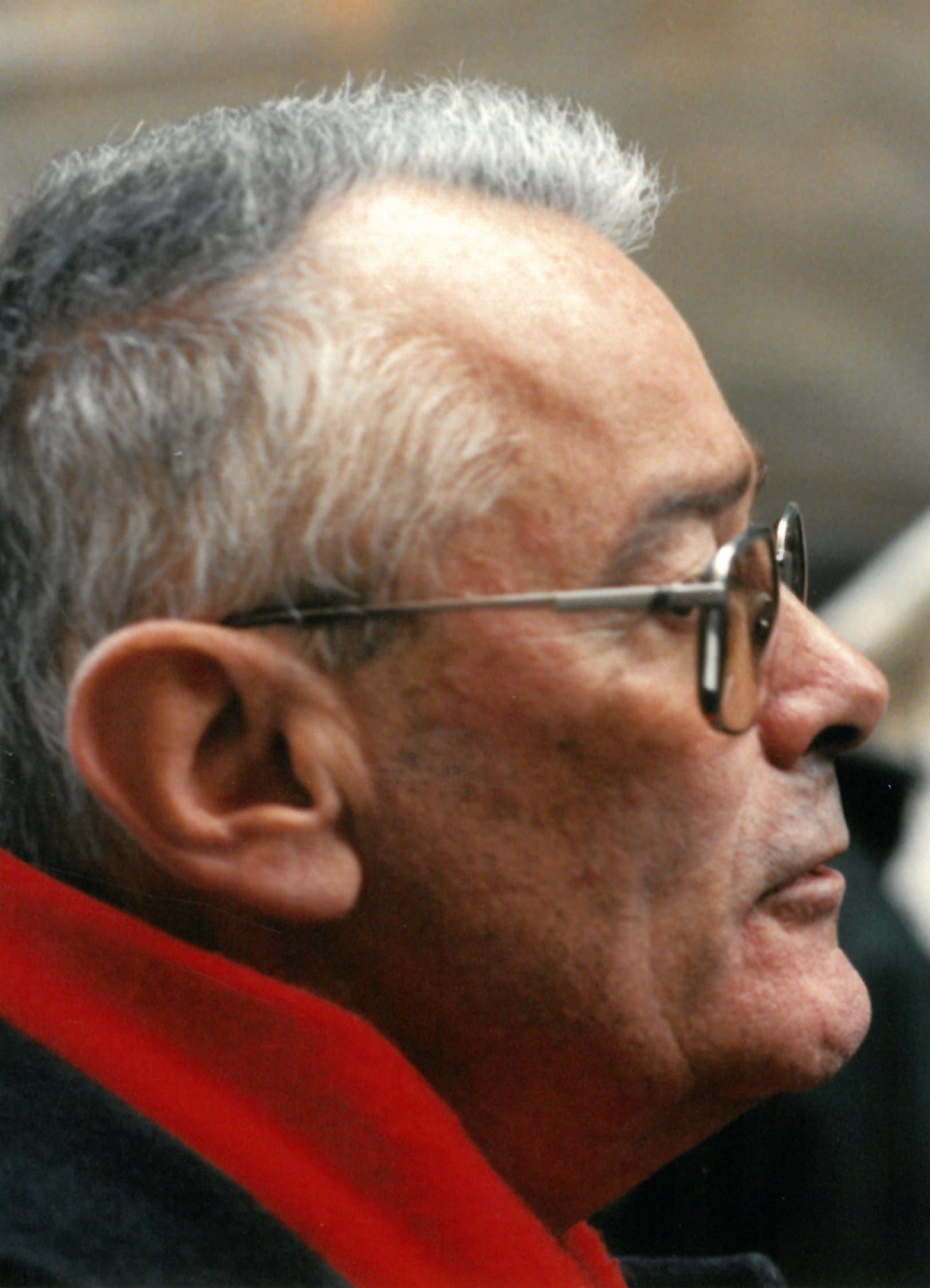
Pierre Gillette (1992)

Pierre Gillette (* 4. Oktober 1928 in Caen; † 7. April 2014 in Asnières-sur-Seine) war ein französischer Filmeditor.

## Leben
Pierre Gillette wurde 1928 im nordfranzösischen Caen geboren.
Ab 1949 war er bei Filmprojekten für den Filmschnitt verantwortlich. Wiederholt arbeitete er mit den Regisseuren Albert Lamorisse, Alain Cavalier, Henri Verneuil und Yves Robert zusammen. Sein Schaffen umfasst über 50 Projekte. Gillette engagierte sich auch in der Gewerkschaft der französischen Film- und Fernsehproduktionstechniker SNTPCT, deren Co-Präsident er von 1987 bis 1996 war.
Gillette starb im April 2014 in Asnières-sur-Seine im Alter von 85 Jahren.

## Filmografie (Auswahl)
- 1949: La grande case (Dokumentarkurzfilm)
- 1955: Crèvecœur (Dokumentarfilm, Schnittassistent)
- 1956: Der rote Ballon (Le ballon rouge) (Kurzfilm)
- 1957: Der Mann, der sterben muß (Celui qui doit mourir)
- 1959: Sterne über dem Montblanc (Les étoiles de midi) (Dokumentarfilm)
- 1960: Riskanter Zeitvertreib (Les distractions)
- 1960: Le voyage en ballon
- 1961: La peau et les os
- 1961: Die Siebzehnjährigen (Les nouveaux aristocrates)
- 1962: Der Kampf auf der Insel (Le Combat dans l’île)
- 1962: Auf Freiersfüßen (Le Soupirant)
- 1964: Mort, où est ta victoire?
- 1964: Die Hölle von Algier (L’Insoumis)
- 1965: Paris – Geheim (Paris Secret) (Dokumentarfilm)
- 1966: Leben im Schloß (La Vie de château)
- 1966: Carré de dames pour un as
- 1966: OSS 117 – Teufelstanz in Tokio (Atout cœur à Tokyo pour OSS 117)
- 1967: Fantomas bedroht die Welt (Fantômas contre Scotland Yard)
- 1967: Der Millionen-Coup der Zwölf (Mise à sac)
- 1968: Pour un amour lointain
- 1968: La Chamade – Herzklopfen (La chamade)
- 1969: Der Clan der Sizilianer (Le clan des Siciliens)
- 1971: Colombani, gib den Zaster her (La grande java)
- 1971: Musketier mit Hieb und Stich (Les Mariés de l’an II)
- 1971: La coqueluche
- 1971: Der Coup (Le Casse)
- 1972: Ein charmanter Gauner (Le Bar de la Fourche)
- 1973: Die Schlange (Le Serpent)
- 1973: Les grands sentiments font les bons gueuletons
- 1974: Wir viere sind die Musketiere (Les quatre Charlots mousquetaires)
- 1974: Hilfe, mein Degen klemmt! (Les Charlots en folie: À nous quatre Cardinal!)
- 1974: Le Cri du cœur
- 1975: Das Fleisch der Orchidee (La chair de l’orchidée)
- 1975: Angst über der Stadt (Peur sur la ville)
- 1976: Le plein de super
- 1976: Der Körper meines Feindes (Le Corps de mon ennemi)
- 1976: La bulle
- 1977: Drôles de zèbres
- 1977: Wir kommen alle in den Himmel (Nous irons tous au paradis)
- 1978: Und jetzt das Ganze nochmal von vorn (Je suis timide … mais je me soigne)
- 1979: Jetzt oder nie (Courage fuyons)
- 1981: Clara und die tollen Typen (Clara et les Chics Types)
- 1981: Eine Angelegenheit unter Männern (Une affaire d'hommes)
- 1982: Tausend Milliarden Dollar (Mille milliards de dollars)
- 1983: Zwei Profis steigen aus (Un dimanche de flic)
- 1983: Signes extérieurs de richesse
- 1984: Die Glorreichen (Les Morfalous)
- 1984: Der Zwilling (Le Jumeau)
- 1986: Sommer '36 (L'Été 36) (Fernsehzweiteiler)
- 1989: Périgord noir
- 1990: Der Ruhm meines Vaters (La Gloire de mon père)
- 1990: Das Schloß meiner Mutter (Le Château de ma mère)
- 1992: Ein Affenzirkus (Le Bal des casse-pieds)
- 1993: La Soif de l’or
- 1994: Montparnasse-Pondichéry